# Alfons Annys
Alfons René Maria Annys (Brugge, 11 oktober 1892 - Dresden, 1971 of Weimar, 1972) was een Belgisch glazenier.

## Levensloop
Alfons was de zevende van de dertien kinderen van Oscar Annys (Brugge, 1861 - Schaarbeek, 1901) en Pauline De Doncker. Oscar was glazenier en ook portretschilder. Alfons was een jongere broer van Camiel Annys (1885-1955), ook glazenier.
Zijn ouders overleden toen hij nog kind was. Hij studeerde aan de Academie voor Schone Kunsten van Brugge. 
Voor verdere opleiding trok hij naar het Louvre in Parijs en bestudeerde er de grote meesters. Vervolgens bezocht hij de voornaamste kunststeden in Frankrijk en in Italië. Na zijn terugkeer in Brugge stapte hij eerst in de voetsporen van zijn vader als schilder van portretten en landschappen. Vervolgens legde hij zich voornamelijk toe op het glazeniersberoep.
Hij trouwde in mei 1914 met Elisa Verhelle (°1893). Het huwelijk bleef kinderloos.
In 1920 verliet hij Brugge en vestigde zich in Brasschaat, waar hij het Liturgisch studio Sint Alfonsus oprichtte.
Tijdens het interbellum bewoog hij zich in Vlaams-nationalistische milieus, met als gevolg dat hij op de lijst voorkwam van verdachten die in mei 1940 werden opgepakt en naar Frankrijk weggevoerd. Zijn atelier werd in aanzienlijke mate vernield. Na zijn vrijlating hernam hij het werk. 
Hij bleef Nieuwe Orde-, zo niet Duitsgezind en vond het dan ook geraadzaam om in 1944 naar Duitsland te vertrekken. Hij vestigde zich in Weimar (DDR) en werd er docent aan de kunstacademie. 

## Werk
Als veelzijdig kunstenaar beoefende Annys niet alleen de glazenierskunst.
- Hij tekende en schilderde portretten en landschappen.
- Hij werkte als etser, houtsnijder, mozaïeker, frescoschilder en decorateur.
- Hij was ook illustrator van boeken en tijdschriften, en bouwmeester.
- Hij schreef over kunst, kunstenaars en geleerden, was leermeester en voordrachtgever en trad op als declamator.
- Hij schilderde twee monumentale doeken over Brasschaat, bestemd voor het paviljoen van de gemeente Brasschaat op de Wereldtentoonstelling van Antwerpen in 1930.
- Zijn Liturgisch studio St.-Alfonsus verzorgde verschillende kunstuitgaven o.m. over O.L.Vrouw van het Scapulier.

## Glasramen
Van zijn werk als glazenier zijn te vermelden 
- 1933: glasramen in de H. Hartkerk in Antwerpen,
- in 1937 en 1938 glasramen in de Onze-Lieve-Vrouw Middelareskerk in Berchem,
- in 1938: in het klooster van de karmelieten in Luithagen-Berchem, onder meer 'Onze-Lieve-Vrouw van het scapulier',
- in 1945: glasramen in de Sint-Servatiuskerk in Ravels,
- ook glasramen in de Sint-Niklaaskerk van Putte.